# Ksar Smoura
Ksar Smoura (en arabe : قصر سمورة) est un village fortifié dans la province de Midelt, région de Draa-Tafilalet au Maroc .